# Eparchia Nossa Senhora do Paraíso em São Paulo
Eparchia Nossa Senhora do Paraíso em São Paulo (łac. Eparchia Dominae Nostrae Paradisis S. Pauli Graecorum Melkitarum) – eparchia melchicka w Brazylii z siedzibą w mieście São Paulo, stolicy stanu São Paulo.

## Historia
Eparchia Matki Boskiej z Paraíso w São Paulo została erygowana 29 listopada 1971 r. jako sufragania metropolii São Paulo poprzez wyłączenie melchitów spod jurysdykcji ordynariatu dla wiernych obrządków wschodnich.

## Biskupi
- Elias Coueter (29 listopada 1971 – 22 czerwca 1978)
- Spiridon Mattar (22 czerwca 1978 – 20 kwietnia 1990)
- Pierre Mouallem, MSP (20 kwietnia 1990 – 29 czerwca 1998, następnie arcybiskup Akki)
- Fares Maakaroun (18 grudnia 1999 – 21 lipca 2014)
- Joseph Gébara (21 lipca 2014 – 20 lutego 2018)
- George Khoury (od 17 czerwca 2019)